# مستودكة جنوبية
مستودكة جنوبية (الاسم العلمي:Piophila australis) هي نوع من الحشرات يتبع جنس المستودكة من الفصيلة المستودكية.